# Hospital Monte Sinaí
El Hospital Monte Sinaí (en inglés Mount Sinai Hospital) es un hospital localizado en la ciudad de Nueva York, Estados Unidos. Fundado en 1852 para la comunidad judía de Manhattan, el hospital presta servicio actualmente a los habitantes del Upper East Side y Harlem, uno de los barrios más prósperos y uno de los más deprimidos, respectivamente, de la isla. Este hecho provoca la mezcla social que caracteriza al hospital, que pasa por ser uno de los más caros y avanzados del mundo, pero al mismo tiempo dispone de numerosas camas para gente sin recursos.

En el Monte Sinaí trabaja, entre muchos otros profesionales de gran talla, Valentín Fuster Carulla, cardiólogo español de renombre internacional, como director del área de cardiología. 

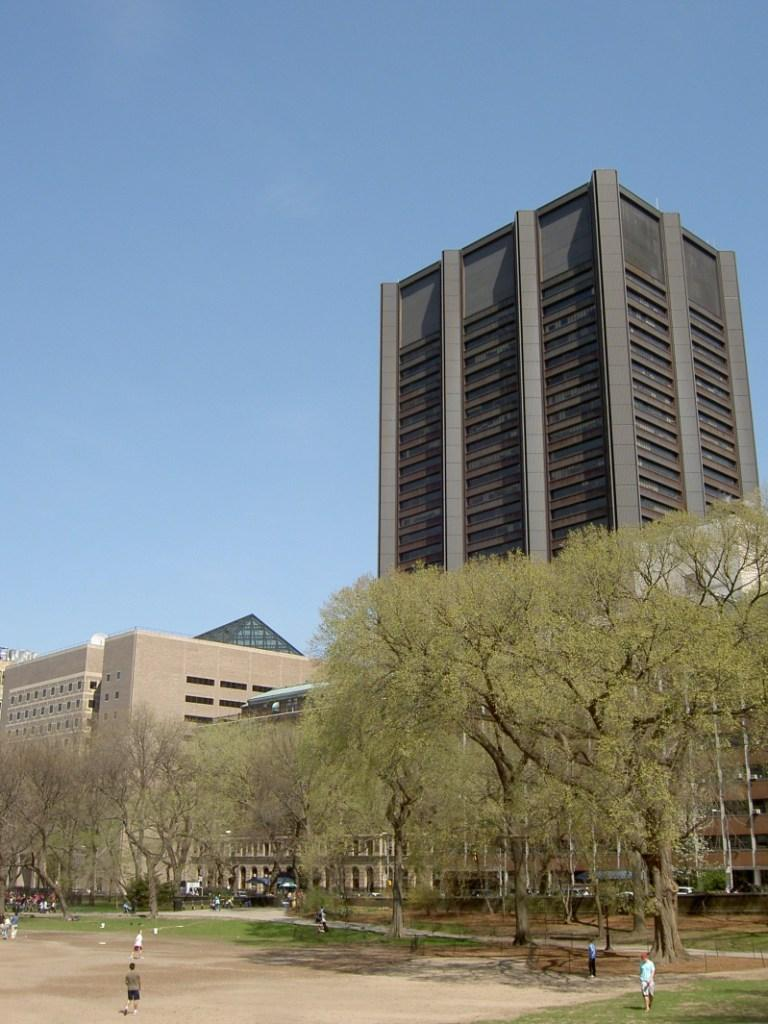
La escuela de Medicina del Hospital Monte Sinaí, visto desde Central Park, Nueva York.